# Сари-Айгир
Сари́-Айги́р (рос. Сары-Айгыр, башк. Һары Айғыр) — присілок у складі Чекмагушівського району Башкортостану, Росія. Входить до складу Тайняшевської сільської ради.
Населення — 16 осіб (2010; 18 у 2002).
Національний склад:
- башкири — 89 %